# Universal Studios Singapore
Koordinaten: 1° 15′ 14″ N, 103° 49′ 26″ O
Universal Studios Singapore ist ein Freizeitpark auf der Insel Sentosa in Singapur, der am 18. März 2010 eröffnet wurde. Der Park wird von Universal Parks & Resorts betrieben, die auch andere Freizeitparks unter der Marke Universal Studios betreiben.

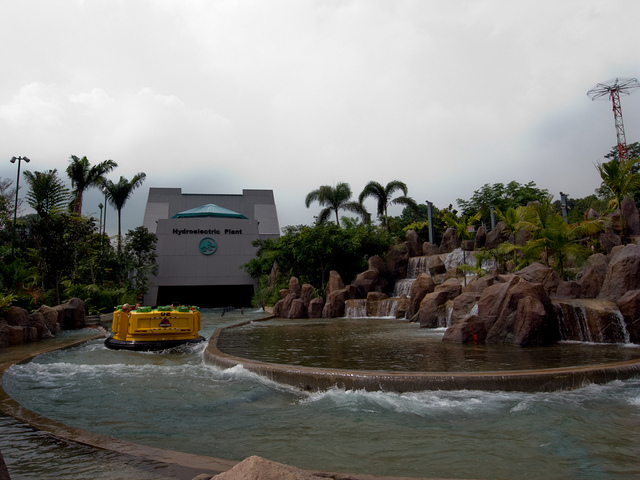
Jurassic Park Rapids Adventure

Der Park betreibt zahlreiche thematisierte Attraktionen, darunter fünf Achterbahnen und den Rapid River Jurassic Park Rapids Adventure.

## Liste der Achterbahnen
| Name                         | Typ                                                       | Hersteller    | Eröffnungsjahr | Quellen           |
| ---------------------------- | --------------------------------------------------------- | ------------- | -------------- | ----------------- |
| Battlestar Galactica         | Duelling Roller Coaster, Inverted Coaster (nur eine Spur) | Vekoma        | 2010           | [ 1 ] [ 2 ] [ 3 ] |
| Canopy Flyer                 | Suspended Coaster, Familienachterbahn                     | Setpoint      | 2010           | [ 4 ] [ 5 ]       |
| Enchanted Airways            | Familienachterbahn                                        | Vekoma        | 2010           | [ 6 ] [ 7 ] [ 8 ] |
| Puss In Boots’ Giant Journey | Familienachterbahn, Inverted Coaster                      | Zamperla      | 2015           | [ 9 ] [ 10 ]      |
| Revenge of the Mummy         | Dunkelachterbahn, Launched Coaster                        | Premier Rides | 2010           | [ 11 ] [ 12 ]     |